# Martin Laas
Martin Laas (ur. 15 września 1993) – estoński kolarz szosowy.

## Najważniejsze osiągnięcia
Opracowano na podstawie:

2013
- 3. miejsce w Riga-Jurmala Grand Prix

2014
- 4. miejsce w Baltic Chain Tour

2015
- 1. miejsce w Tour of Estonia
  - 1. miejsce na 1. etapie

2018
- 1. miejsce na 4., 5. i 6. etapie Tour of Thailand
- 1. miejsce na 8. etapie Tour of Japan
- 4. miejsce w Baltic Chain Tour
  - 1. miejsce na 1. etapie

2019
- 1. miejsce na 6. etapie Tour of Thailand
- 2. miejsce w Grand Prix Mińska
- 1. miejsce na 2., 3., 5. i 6. etapie Tour of Taiyuan
- 1. miejsce na 2., 4. i 5. etapie Tour de Korea

2020
- 1. miejsce na 1a. i 3. etapie Okolo Slovenska

2021
- 3. miejsce w Clásica de Almería
- 1. miejsce w Tour of Estonia
  - 1. miejsce w klasyfikacji punktowej
  - 1. miejsce na 2. etapie
- 1. miejsce na 2. etapie Arctic Race of Norway
- 3. miejsce w Kampioenschap van Vlaanderen

2022
- 2. miejsce w Baltic Chain Tour
  - 1. miejsce w klasyfikacji punktowej
  - 1. miejsce na 2. i 4. etapie

2023
- 1. miejsce w Tour of Sakarya
  - 1. miejsce na 3. etapie

## Rankingi
| Rok             | 2013 | 2014 | 2015 | 2016 | 2017  | 2018  | 2019 | 2020 | 2021 | 2022 | 2023  | 2024 |
| --------------- | ---- | ---- | ---- | ---- | ----- | ----- | ---- | ---- | ---- | ---- | ----- | ---- |
| World Ranking   |      |      |      | -    | 1261. | 607.  | 430. | 760. | 189. | 489. | 1087. | 343. |
| UCI Europe Tour | 420. | 637. | 108. | -    | 861.  | 1002. | 341. | 608. | 161. | 388. | -     | -    |
| UCI Asia Tour   | -    | -    | 136. | -    | 582.  | 78.   |      |      |      |      |       |      |
|                 |      |      |      |      |       |       |      |      |      |      |       |      |
| Źródło: UCI     |      |      |      |      |       |       |      |      |      |      |       |      |